# Dom Taylor
Dominic „Dom“ Taylor (* 15. April 1998 in Bristol) ist ein englischer Dartspieler.

## Karriere
Dom Taylor spielte 2019 im Alter von 20 Jahren erstmals auf der PDC Development Tour und qualifizierte sich im gleichen Jahr für die PDC World Youth Championship. Anfang 2020 nahm Taylor erstmals an der PDC Qualifying School teil. Obwohl er die Tour Card verpasste, konnte er ein Achtelfinale auf der PDC Challenge Tour sowie drei Halbfinals auf der PDC Development Tour verbuchen. Aufgrund zahlreicher Absagen nahm Taylor im März erstmal bei den Players Championships teil. Dabei besiegte er bei seinem Debüt auf der PDC Pro Tour Jermaine Wattimena und Andy Hamilton. Bei seinem ersten PDC-Major-Turnier, den UK Open 2021 erreichte Taylor die zweite Runde. Im August gewann Taylor das 3. Event der PDC Development Tour 2021. Anfang 2022 gelang es ihm erneut nicht bei der PDC Qualifying School eine Tour Card zu erspielen. Dennoch qualifizierte er sich für das Teilnehmerfeld der UK Open 2022. Dort schied er diesmal in der ersten Runde aus. Ein Jahr später scheiterte Taylor erneut in der Q-School und auch bei den UK Open 2023 schied er erneut in der ersten Runde aus. Im Laufe des Jahres konnte Taylor als Nachrücker an weiteren Players Championships teilnehmen. Ende Oktober gewann er dann seinen ersten Titel auf der PDC Challenge Tour.
Zu Beginn des Jahres 2024 holte sich Taylor am letzten Tag der UK Q-School eine Tour Card. Bei den UK Open 2024 konnte Taylor die 2. Runde erreichen. Ende April gab Taylor dann mit der Qualifikation für die Austrian Darts Open sein Debüt auf der European Tour. Mit einem 100er-Average besiegte er den Österreicher Christian Gödl mit 6:0-Legs. In der zweiten Runde schied Taylor dann gegen Krzysztof Ratajski aus. Auch bei seinem zweiten European Tour Event den Dutch Darts Championship 2024 erreichte er die zweite Runde, wo er nach zwei vergebenen Matchdarts im Decider gegen Gian van Veen unterlag.
Im November 2024 wurde Taylor infolge eines positiven Doping-Tests bei einem Players-Championship-Turnier von der Darts Regulation Authority (DRA) mit sofortiger Wirkung suspendiert. Infolgedessen durfte er nicht an den Players Championship Finals und der Weltmeisterschaft teilnehmen, für ihn rückte Nick Kenny bzw. Robert Owen nach.
Für das World Masters 2025 war Taylor wieder spielberechtigt, er nahm jedoch nicht teil.

## Weltmeisterschaftsresultate

### PDC-Junioren
- 2019: Vorrunde (0:5-Niederlage gegen  Connor Scutt und 4:5-Niederlage gegen  Ben Cheeseman)
- 2020: Vorrunde (1:5-Niederlage gegen  Lewis Gurney und 0:5-Niederlage gegen  Daniel Perry)
- 2021: Vorrunde (3:4-Niederlage gegen  Ciarán Teehan, 4:2-Sieg gegen  Víctor Rodríguez und 3:4-Niederlage gegen  Geert Nentjes)
- 2022: Vorrunde (5:4-Sieg gegen  Connor Hopkins und 3:5-Niederlage gegen  Joseph Lynaugh)

## Turnierergebnisse
| Turnier              | 2021 | 2022 | 2023 | 2024 | 2025 |
| -------------------- | ---- | ---- | ---- | ---- | ---- |
| PDC-Ranking-Turniere |      |      |      |      |      |
| UK Open              | 2R   | 1R   | 1R   | 2R   | 3R   |
| Karrierestatistiken  |      |      |      |      |      |
| Jahresendplatzierung | –    | –    | 128  | 82   |      |

| Legende zu den Turnierergebnissen | Legende zu den Turnierergebnissen | Legende zu den Turnierergebnissen | Legende zu den Turnierergebnissen | Legende zu den Turnierergebnissen | Legende zu den Turnierergebnissen | Legende zu den Turnierergebnissen | Legende zu den Turnierergebnissen | Legende zu den Turnierergebnissen | Legende zu den Turnierergebnissen |
| --------------------------------- | --------------------------------- | --------------------------------- | --------------------------------- | --------------------------------- | --------------------------------- | --------------------------------- | --------------------------------- | --------------------------------- | --------------------------------- |
| n/t                               | nicht teilgenommen                | n/q                               | nicht qualifiziert                | n/a                               | nicht ausgetragen                 | #R                                | Aus in jeweiliger Runde           | GP                                | Aus in der Gruppenphase           |
| AF                                | Achtelfinalist                    | VF                                | Viertelfinalist                   | HF                                | Halbfinalist                      | F                                 | Turnierfinalist                   | S                                 | Turniersieger                     |

## Titel

### PDC
- Secondary Tour Events
  - PDC Development Tour
    - PDC Development Tour 2021: 3

  - PDC Challenge Tour
    - PDC Challenge Tour 2023: 21